# Holoaerenica punctata
Holoaerenica punctata là một loài bọ cánh cứng trong họ Cerambycidae.